# Cyril Ramaphosa
Matamela Cyril Ramaphosa, né le 17 novembre 1952 à Soweto, est un homme d'État sud-africain, président de la république d'Afrique du Sud depuis le 14 février 2018.
Syndicaliste et homme d'affaires, il est vice-président de la république d'Afrique du Sud de 2014 à 2018. Élu président du Congrès national africain (ANC) en 2017, il devient président de la République en 2018, à la suite de la démission de Jacob Zuma. Il est élu président de l’Union africaine en 2020.

## Biographie

### Origines, jeunesse et formation
Matamela Cyril Ramaphosa est né en 1952 à Johannesbourg dans le Western Native Township, dans une famille modeste originaire du Venda, d'un père policier et d'une mère au foyer. Alors qu'il est encore enfant, le quartier est rasé et sa famille relogée à Soweto. Cyril Ramaphosa passe ainsi son enfance dans le quartier de Tswhiahelo, parmi les membres de la communauté Venda.
À 20 ans, il entre à l'université du Nord pour étudier le droit. Il adhère à l'Organisation des étudiants sud-africains (SASO), et est arrêté en 1974. Il reste emprisonné pendant onze mois, puis de nouveau en 1976, après les émeutes de Soweto.

### Syndicalisme et entrée en politique
Il termine ses études d'avocat à l'université d'Afrique du Sud en 1981, et est embauché par le Conseil des syndicats sud-africains (CUSA) comme conseiller juridique. En 1982, il devient le secrétaire général du Syndicat national des mineurs (NUM), nouvellement créé. Il est à ce poste lors des grèves de 1987, les plus grandes de l'histoire du pays.
Très respecté en tant que négociateur habile et stratège redoutable, il joue un rôle crucial au cours des négociations du début des années 1990 pour trouver une issue pacifique à l'apartheid et orienter le pays vers ses premières élections nationales non raciales au suffrage universel en avril 1994. Le 24 mai 1994, il est élu président de l'Assemblée constituante.
Il surveille la rédaction de la constitution admise en 1996. En 1997, il perd les primaires de l'ANC face à Thabo Mbeki, alors qu'il est un temps considéré comme le dauphin de Mandela, et refuse le poste de ministre des Affaires étrangères dans le gouvernement de Mandela. Il entame alors une traversée du désert politique.

### Carrière dans le privé
Devenu ensuite un homme d'affaires, il est considéré comme un autodidacte qui a su prospérer après l'instauration de la politique de discrimination positive en faveur des Noirs dans les années 1990. À la direction du fonds d’investissement Shanduka, il prend des participations variées, notamment dans les mines, dans l’immobilier, et dans les chaînes sud-africaines de McDonald’s et Coca-Cola. En 2005, d’après le magazine Forbes, il est la 42e plus grande fortune du continent, avec un capital estimé à près de 450 millions de dollars.
En 2012, alors qu'il est au conseil d'administration de la mine de Marikana, il est considéré comme favorable à l'intervention des forces de l'ordre alors qu'une grève éclate, faisant 34 morts parmi les mineurs. Blanchi par une commission d'enquête, il présente ses excuses en 2017 pour son rôle dans ce drame.

### Retour en politique et vice-présidence de la République
En décembre 2012, il effectue son retour en politique en devenant vice-président du Congrès national africain (ANC).

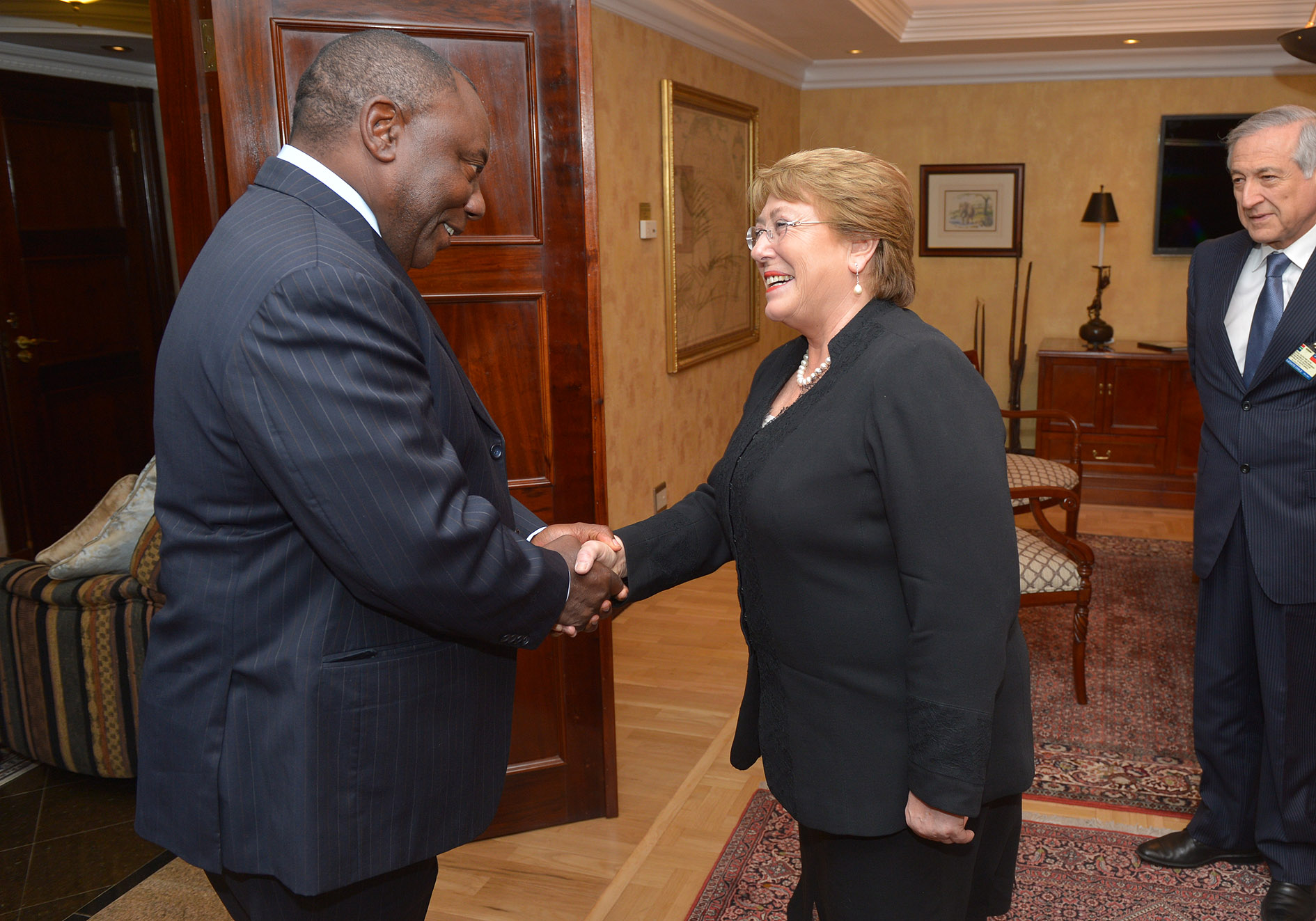
Cyril Ramaphosa avec la présidente chilienne Michelle Bachelet en 2014.

Il accède à la vice-présidence de la république d'Afrique du Sud le 3 juin 2014.
Le 18 décembre 2017, il est élu président de l'ANC avec 2 440 suffrages, contre 2 261 pour sa rivale, Nkosazana Dlamini-Zuma (ex-femme de Jacob Zuma et ex-présidente de la commission de l'Union africaine). Capitaliste et pragmatique, il s'est opposé à la vision radicale et panafricaine de son adversaire. Pour lutter contre les inégalités, il veut rendre l'université gratuite pour les plus pauvres. Cette victoire est considérée, du fait du poids de l'ANC dans le pays, comme un boulevard vers la prochaine élection présidentielle, en 2019. La situation de l'ANC est cependant compliquée, ayant perdu des villes importantes lors des dernières élections locales, alors que le président de la République Jacob Zuma est touché par des affaires de corruption, que le chômage atteint 30 % et que les inégalités sont criantes.

### Président de la république d'Afrique du Sud

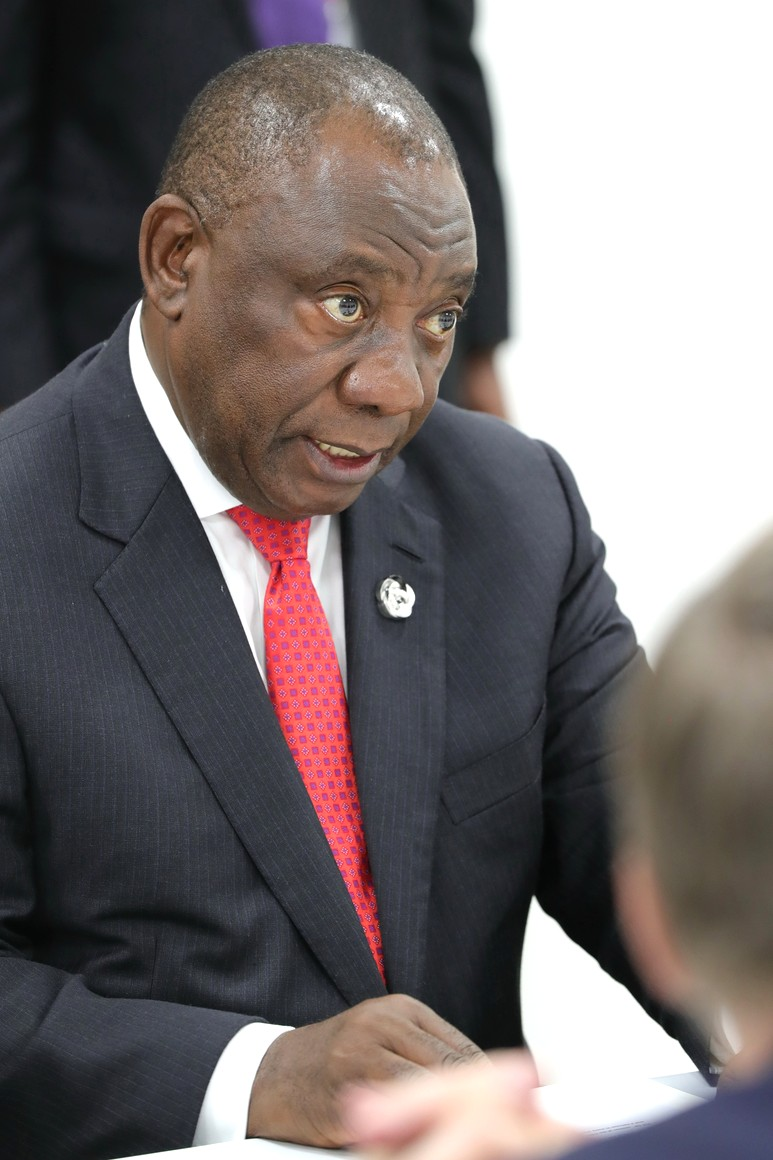
Le président Cyril Ramaphosa en 2019.

Début février 2018, des négociations se tiennent entre l'ANC et Jacob Zuma au sujet de la démission de celui-ci au profit de Cyril Ramaphosa. Zuma, après avoir dans un premier temps refusé, accepte finalement de démissionner le 14 février 2018, après avoir été menacé de destitution, et Ramaphosa lui succède comme président de la République par intérim,. Le 15 février 2018, le Parlement élit formellement Cyril Ramaphosa président de la République.
Alors que Cyril Ramaphosa appelle à une réforme agraire « radicale », le Parlement adopte fin février 2018, à une très large majorité, un projet de loi prévoyant l'expropriation sans compensation de terres agricoles appartenant à des fermiers blancs. L’ANC justifie cette mesure par sa volonté de « corriger les inégalités » héritées de l'apartheid – en 2018, 72 % des fermes appartiennent à 8 % de fermiers blancs. Une partie de l'opposition invoque une violation du droit de propriété, tandis que des investisseurs et l'Institut sud-africain des relations raciales déclarent craindre que cette réforme ne porte atteinte à l'agriculture commerciale et ne provoque une crise durable à l'instar de celle ayant frappé le Zimbabwe après l’expropriation de fermiers blancs en 2000,,. Dans ce contexte, et alors que des dizaines de fermiers blancs ont été tués et des centaines d’autres attaqués entre avril 2016 et mars 2017, l'Australie propose d'accueillir les Blancs persécutés,,.
Cyril Ramaphosa annonce en août 2018, suspendre le programme controversé de relance du parc nucléaire civil, et privilégier les énergies renouvelables pour sortir de la dépendance de l'Afrique du Sud au charbon. Il ne remet pas en question la politique économique libérale de Jacob Zuma[réf. souhaitée].
Il est réélu chef de l’État le 22 mai 2019, à l’issue d’élections générales lors desquelles l’ANC a obtenu le plus faible score de son histoire (57,5 %), conformément aux prévisions : le parti paye les scandales de l'ère Zuma, son prédécesseur,.
Une enquête est ouverte à son encontre le mois suivant en raison d'une contribution lui ayant été versée par une entreprise lors de sa campagne pour prendre la présidence de l'ANC en 2017. Il doit également faire face à une opposition interne au sein de l'ANC, avec un clan resté fidèle à Jacob Zuma, ayant à sa tête le secrétaire général de l’ANC, Ace Magashule, et son adjointe, Jessie Duarte.
Le 10 février 2020, Cyril Ramaphosa prend le relais de la présidence de l'Union africaine, succédant à Abdel Fattah al-Sissi,.
Entendu devant la commission d’enquête sur la corruption sous la présidence Zuma, le 11 août 2021, il reconnaît une corruption d’État endémique durant cette période et affirme ne pas avoir démissionné de ses fonctions de vice-président pour tenter de lutter contre ce fléau.
En février 2020, Cyril Ramaphosa aurait enlevé et interrogé des cambrioleurs qui ont découvert 3,8 millions d'euros "cachés" dans une de ses propriétés, avant d'acheter leur silence, selon une plainte pour "enlèvement" et "corruption" déposée le 1er juin 2022 contre le chef de l'État par un ancien haut responsable.

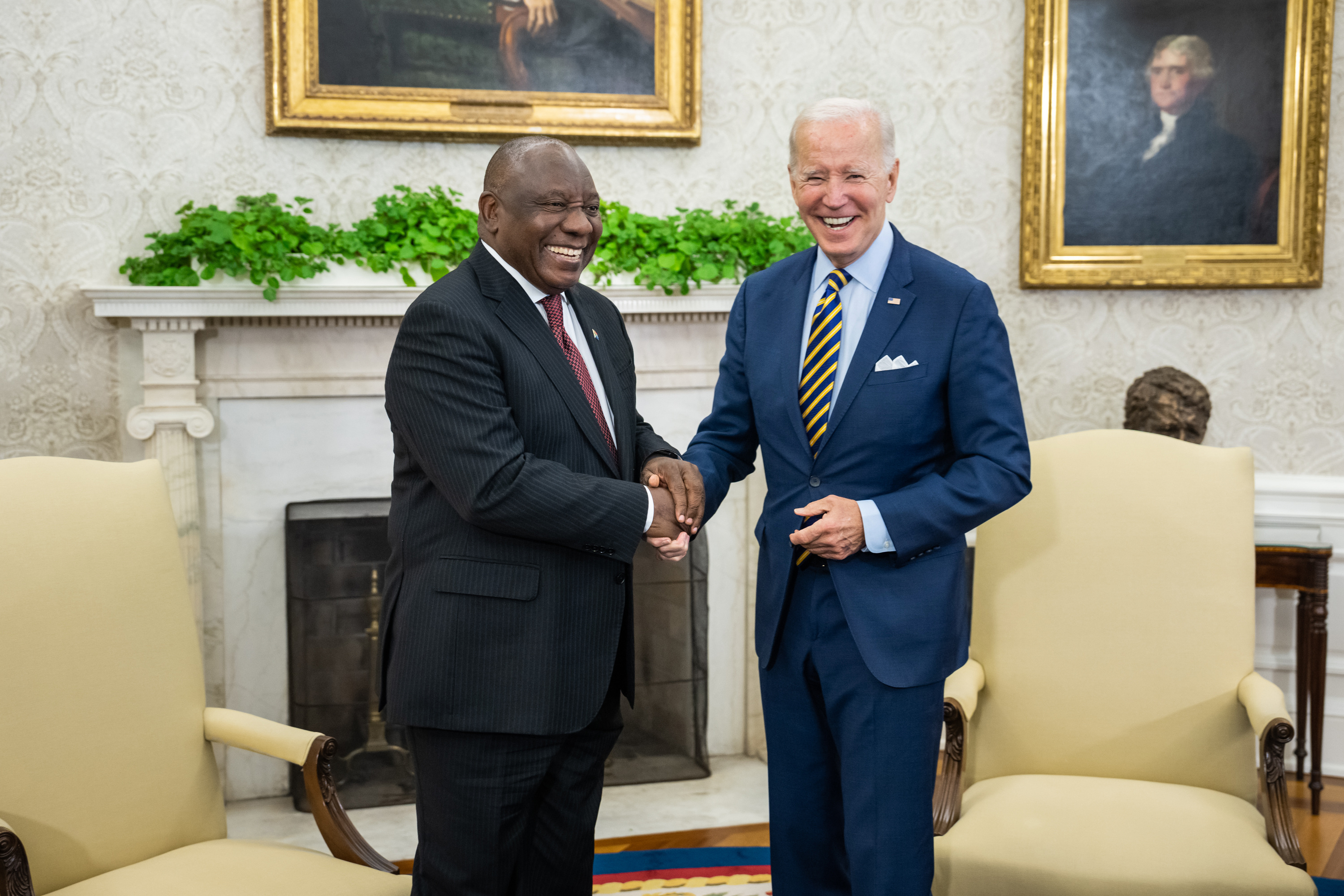
Cyril Ramaphosa et le président américain Joe Biden au Bureau ovale, en 2022.

En novembre 2022, une commission parlementaire chargée d'examiner un scandale touchant Cyril Ramaphosa a jugé dans son rapport qu'il y avait suffisamment de matière pour débattre au Parlement de son éventuelle destitution.
En mars 2023, après enquête, le défenseur public estime que Cyril Ramaphosa n'a pas commis d'abus dans l'affaire Phala Phala. Près de 600 000 dollars, à l'origine suspecte, avaient été découverts dans l'une de ses fermes à bétail, après un cambriolage en 2020.
Lors des élections générales de 2024, le Congrès national africain (ANC) mené par le président Cyril Ramaphosa obtient son score le plus faible de son histoire avec 40,18 % des suffrages exprimés et perd la majorité absolue des sièges, une première depuis la fin de l'apartheid trente ans plus tôt. Si l'Alliance démocratique de John Steenhuisen conserve la seconde place et demeure le principal parti d'opposition, le recul de l'ANC profite principalement au parti Umkhonto we Sizwe (MK) de l'ancien président Jacob Zuma, qui arrive troisième pour sa première participation à un scrutin national. Outre le recul historique de l'ANC, les élections de 2024 aboutissent pour la première fois depuis 1924 à un parlement sans majorité, contraignant les formations politiques à s'entendre sur un gouvernement de coalition. Le président sortant Ramaphosa est réélu à l'occasion de l'élection présidentielle du 19 juin. Il est investi le jour même pour un troisième mandat.
En octobre 2024, la Cour constitutionnelle d'Afrique du Sud est saisie pour une plainte déposée par deux partis d'opposition pour relancer la procédure de destitution contre Cyril Ramaphosa, concernant plus de 500 000 dollars US, en espèces qui ont été cachés dans un canapé dans son ranch et ensuite volés.
Le 23 janvier 2025, vingt-cinq familles de victimes de crimes commis pendant l'apartheid, ainsi que des militants ayant survécu, poursuivent Cyril Ramaphosa et son gouvernement, qu'ils accusent de ne pas avoir assez enquêté sur ces crimes. Ils réclament une commission d'enquête indépendante.
En janvier 2025, il promulgue également une loi autorisant les confiscations de terres par l'État sans compensation, une mesure qui le met en désaccord avec certains membres de son gouvernement. La loi remplace la loi précédente sur l'expropriation datant de 1975, qui imposait à l'État l'obligation de payer les propriétaires auxquels il voulait confisquer des terres, selon le principe du « vendeur consentant, acheteur consentant ».

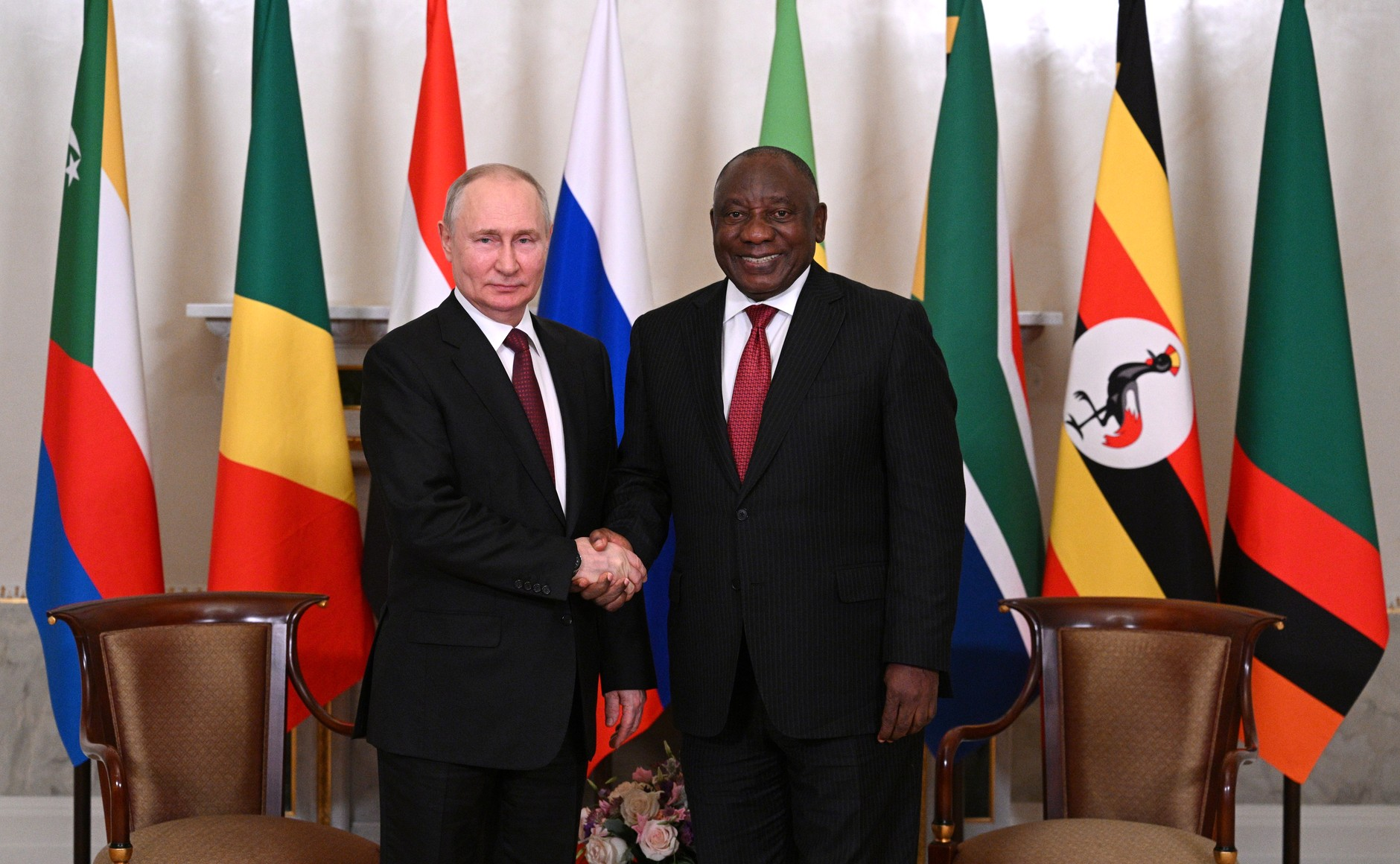
Cyril Ramaphosa et le président russe Vladimir Poutine, en 2023.

## Décorations
- Commandeur de l'ordre de la Couronne ( Belgique, 2013)[36]
- Collier de l'ordre du roi Abdelaziz ( Arabie saoudite, 2018)[37]
- Grand-croix de l'ordre national du Mérite ( Guinée, 2019)[38]
- Chevalier grand-croix honoraire de l'ordre du Bain ( Royaume-Uni, 2022)[39]

## Vie privée
Il est marié à Tshepo Motsepe et il a quatre enfants.
Beau-frère du milliardaire Patrice Motsepe, Cyril Ramaphosa est classé en 2017 par le magazine Forbes comme l'un des hommes d'affaires les plus riches de son pays et a par ailleurs été le premier milliardaire noir du pays.